# Pseudoooid
Pseudoooid, pseudooolit – mocno zaokrąglone ziarno skalne o wielkości i zewnętrznym kształcie przypominającym ooid (stąd nazwa), lecz w odróżnieniu od ooidu nie mające żadnej ukierunkowanej struktury wewnętrznej .  
Termin wprowadził J.C. Bornemann w 1886 r. dla okrągłych ziaren wapiennych obserwowanych w skałach triasowych wapienia muszlowego, później jednak zaczęto go stosować również do form obecnych w skałach innego wieku. Podobnie jak ooidy mogą być zbudowane z węglanu wapnia, ale są także pseudoooidy ilaste, żelaziste itd. Pod względem genezy dzielą się na formy powstałe w trakcie sedymentacji chemicznej oraz formy wtórne, powstałe w efekcie diagenezy. Pseudooidy mogą być pseudomorfozami ooidów . Wg Neuendorfa i in. pseudoooidy zwykle mają średnicę poniżej 1 mm, a niektóre z nich mogą reprezentować grudki fekalne. 
Termin pseudoooid stosuje się także jako synonim peloidów albo zaokrąglonych w wyniku transportu bioklastów, jest to jednak zdaniem Ryki i Maliszewskiej błędna synonimizacja. 
Zdaniem Flügela termin pseudoooid nie powinien być stosowany, gdyż jest nieprecyzyjny i w zależności od genezy pseudoooidy powinny być nazywane litoklastami, intraklastami, pseudopeletami itd.